# When the Tigers Broke Free
«When the Tigers Broke Free» (с англ. — «Когда тигры вырвались на свободу») — песня, выпущенная в конце 1982 года группой Pink Floyd. Изначально её предполагалось включить в альбом The Wall, но туда она не вошла, а вошла в фильм Паркера, разбитая на две части, и выпущена отдельным синглом в конце 1982-го. Лирика песни затрагивает тему гибели отца Уотерса. В 2004 году песня была включена в переизданный альбом The Final Cut.

## История
Песня была написана во время записи альбома The Wall, и изначально предлагалась для альбома. Но после была исключена из релиза. Песня впервые вышла на сингле к разрабатывающемуся альбому The Final Cut и по продолжительности шла 2 мин. 55 сек.. Сингл вышел 26 июля 1982 года, до выхода фильма по альбому The Wall.
Впервые песня появилась на CD диске в 1996 году на сборнике Royal Philharmonic Orchestra Plays the Music of Pink Floyd. Песня была включена в 2001 году в компиляцию Echoes: The Best of Pink Floyd. На сборнике песня появилась перемиксованой длинной 3:42. В 2004 году песня была включена в переиздание альбома The Final Cut между песнями «One of the Few» and «The Hero’s Return» отредактированная версия с альбома шла 3:16.

## Исполнители
Роджер Уотерс - Вокал
С:
Оркестром под управлением и аранжировкой Майкла Кеймена
Мужской хор под управлением Ноэля Дэвиса

## Промовидео
Рассказывает историю мальчика (Пинка) потерявшего своего отца. В видеоклипе рассматриваются две сюжетные линии Пинка и его погибшего отца во время Второй мировой войны. Клип использует перемонтированные эпизоды из фильма Pink Floyd The Wall.